# Медухівська сільська рада
| Медухівська сільська рада — орган місцевого самоврядування у Галицькому районі Івано-Франківської області з адміністративним центром у с. Медуха. Історична дата утворення: в 1940 році. Водоймища на території, підпорядкованій даній раді: річка Гнила Липа. Сільській раді підпорядковані населені пункти: - с. Медуха — населення 442 чол.; площа 17,230 кв.км; - с. Ворониця — населення 32 чол.; площа 522 кв.км; |

## Склад ради
Рада складається з 12 депутатів та голови.

### Керівний склад ради
| ПІБ                          | Основні відомості                              | Дата обрання | Дата звільнення |
| ---------------------------- | ---------------------------------------------- | ------------ | --------------- |
| Кучинський Анатолій Павлович | Сільський голова, 1953 року народження, освіта | 26.03.2006   | 31.10.2010      |

Примітка: таблиця складена за даними джерела